# Lamprotornis regius
Lamprotornis regius là một loài chim trong họ Sturnidae.